# Nicola Roberts
Nicola Maria Roberts, född 5 oktober 1985 i Stamford i Lincolnshire, är en brittisk sångerska. Hon var medlem i gruppen Girls Aloud, som var aktiv 2002–2013.
2002 deltog Roberts i den brittiska upplagan av Popstars och valdes ut att tillsammans med Nadine Coyle, Sarah Harding, Cheryl Tweedy och Kimberley Walsh bilda tjejgruppen Girls Aloud. Gruppen har haft ett flertal hits, och deras tre studioalbum, Sound of the Underground (2003), What Will the Neighbours Say? (2004) och Chemistry (2005), Tangled Up (2007) och Out of Control (2008), har sålt platina i England.

## Diskografi

### Studioalbum
- 2011 – Cinderella's Eyes

### Singlar
- 2011 – "Beat of My Drum"
- 2011 – "Lucky Day"
- 2012 – "Yo-Yo"